# Hamazasp Ier Mamikonian
Pour les articles homonymes, voir Hamazasp Mamikonian.
Hamazasp Ier Mamikonian (en arménien Համազասպ Ա Մամիկոնյան ; mort en 432) est un membre de la famille des Mamikonian qui exerce la fonction de sparapet, c'est-à-dire de « commandant en chef des armées arméniennes » d'environ 387 à 432.

## Origine
Aucun texte ne donne le nom du père de Hamazasp. Selon Cyrille Toumanoff, Hamazasp est probablement le frère et successeur comme sparapet d'Artaschir / Artavazd III Mamikonian, et le fils de Manouel Mamikonian. Christian Settipani le dit fils d'Artasès, lui-même fils de Manouel Mamikonian.

## Union et postérité
Bien qu'il ait exercé ses fonctions pendant 45 ans, Hamazasp demeure un quasi inconnu. Il doit sa notoriété au fait qu'il épouse la fille unique et héritière du catholicos Sahak Ier Parthev (mort en 439) et que ce dernier veille à conforter la position de son gendre et de ses petits-fils. C'est ainsi qu'il obtient du roi sassanide Vahram IV, après la mort de Sahak Ier Bagratouni (aspet, i.e. « maître de la cavalerie ») que son gendre soit doté de cette fonction en sus de celle de sparapet, traditionnellement héréditaire chez les Mamikonian sous la dynastie arsacide, et que la famille de Hamazasp soit élevée au cinquième rang des dynastes d’Arménie.
Cette union permet également l'intégration dans le domaine des Mamikonian du patrimoine de la famille de Grégoire Ier l'Illuminateur, les Sourên Pahlavik, composé des principautés d'Acilisène, de Bagrévand et de Taron-Achtichat. Elle permet surtout aux Mamikonian de recueillir l'héritage moral de la famille patriarcale, qui est assumé par les trois illustres fils issus du couple :
- Vardan II ;
- saint Hmayeak, tué en 451 lors d'un combat à Ordjnahal ;
- Hamazaspian, général en 451.